# Jean Danguy
Jean Danguy, né le 23 novembre 1863 à Gagny et mort le 17 décembre 1926 à Paris, est un peintre français.

## Biographie

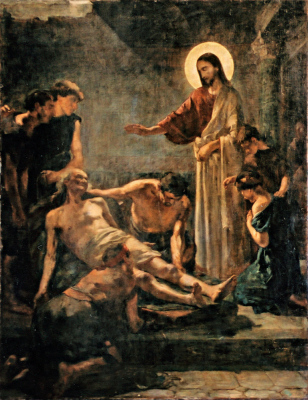
Jésus et le paralytique, huile sur toile,, achat par l'État en 1889, dépôt à la Préfecture de Meurthe-et-Moselle.

Jean Célestin Danguy naît le 23 novembre 1863 à Gagny chez sa grand-mère maternelle Rose Thorel qui y est directrice des postes. Son père Célestin Danguy est peintre en histoire.
Il est élève de Gustave Moreau, de Gustave Boulanger, de Jules Lefebvre, de Gabriel Ferrier et de Henri-Léopold Lévy.
Il remporte le premier second Grand prix de Rome en 1888pour Jésus et le paralytique.
Portraitiste et peintre de genre, il est membre du Salon des artistes français, où il obtient une médaille de bronze en 1913.
Il réside 100 rue du Cherche-Midi en 1893.
Il meurt le 17 décembre 1926 à l'Hôpital Broussais dans le 14e arrondissement de Paris.